# Schlacht bei Schwechat
Pákozd –
Schwechat –
Kaschau –
Mór –
Hermannstadt –
Vízakna (Salzburg) –
Piski –
Mediasch –
Kápolna –
Hatvan –
Tápió Bicske –
Isaszeg –
Waitzen I –
Nagy-Salló –
Komorn I –
Mocsa –
Kács –
Pered –
Raab –
 Ács (Komorn II) –
Komorn III –
Hegyes –
Waitzen II –
Tura –
Segesvár –
Debreczin –
Szőreg –
Temesvár
Arad –
Deva –
Esseg –
Karlsburg –
Komorn IV –
Leopoldov –
Ofen –
Peterwardein –
Temesvár

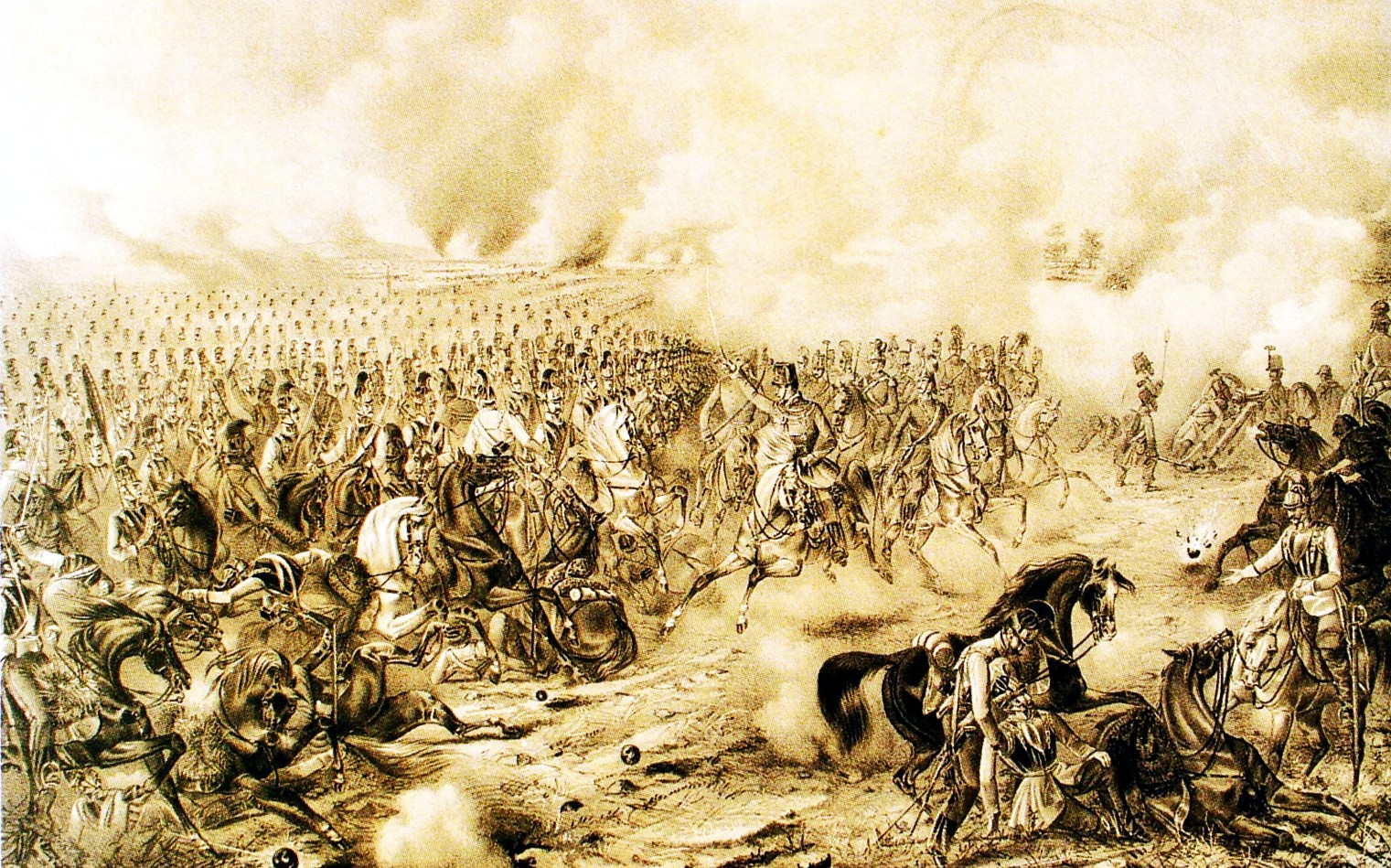
Schlacht bei Schwechat, Zeichnung von F. X. Zalder

Die Schlacht bei Schwechat war Teil des beginnenden Ungarischen Unabhängigkeitskrieges. Hier kam es am 30. Oktober 1848 zu einer ungleichen Schlacht, in welcher etwa 40.000 Österreicher und Kroaten mit 140 Geschützen etwa 23.500 Ungarn mit 71 Kanonen gegenüber standen. Bei den Ungarn standen zur Hälfte ungeübter Landsturm, der gegen die regulären Truppen der kaiserlichen Übermacht nicht standhalten konnte. Fast zeitgleich mit der Niederlage der Ungarn wurde das Ende der Wiener Oktoberrevolution besiegelt.

## Vorgeschichte
Ungarn befand sich seit Mitte März 1848 im Aufstand gegen die Oberhoheit des kaiserlichen Österreich. Kaiser Ferdinand weigerte sich nach der Ermordung des Grafen Lamberg, die Regierung Batthyány anzuerkennen und befahl die Auflösung des ungarischen Parlamentes, gleichzeitig ernannte er den Ban von Kroatien, General Jelačić, zum neuen Reichsverweser. Sich gegen die nationalistische Politik wehrende kroatische Kontingente unter dem Banus Jelačić waren Ende September über Stuhlweißenburg im Anmarsch auf Pesth. Ende September wurde Feldmarschallleutnant János Móga (1784–1861) zum Oberbefehlshaber der ungarischen Donauarmee ernannt die am 10. Oktober die Grenze überschritten. Ein schriftliches Ersuchen des Banus an FML Móga, sich von der Rebellion loszusagen, blieb erfolglos. Der Banus rückte weiter vor, bis er südwestlich von Ofen auf die Aufständischen stieß. In der Schlacht von Pákozd kam es am 29. September südwestlich von Ofen zu einem unentschiedenen Gefecht der ungarischen Insurgenten, das in einem Waffenstillstand endete. Die Kroaten folgten dem Hilferuf des Kaisers und marschierten weiter nach Wien, um sich dort mit den kaiserlichen Truppen außerhalb der Stadt zu verbinden. Am 6. Oktober begann in Wien zugunsten der Ungarn eine Rebellion. Der kaiserliche Kriegsminister Theodor Baillet von Latour wurde vom aufständischen Mob gelyncht, der Kaiser und sein Hof flüchteten nach Olmütz. Am 10. Oktober standen die Vorposten der Kroaten auf dem Laaer Berge bei Wien, am 12. erfolgte die Vereinigung mit den Truppen des Feldmarschall-Leutnant Maximilian von Auersperg, auch schlossen sich die Brigade Karger aus Preßburg, das Kürassier-Regiment Graf Wallmoden und Erzherzog Franz Joseph-Dragoner den Truppen des Banus an. Zur Unterstützung des Aufstandes in Wien rückte das ungarische Heer, zumeist Landsturm-Truppen über die Grenze und erreichte am 28. die Leitha, am 29. die Fischa und rückte am 30. gegen die Stellung des Banus bei Schwechat heran.

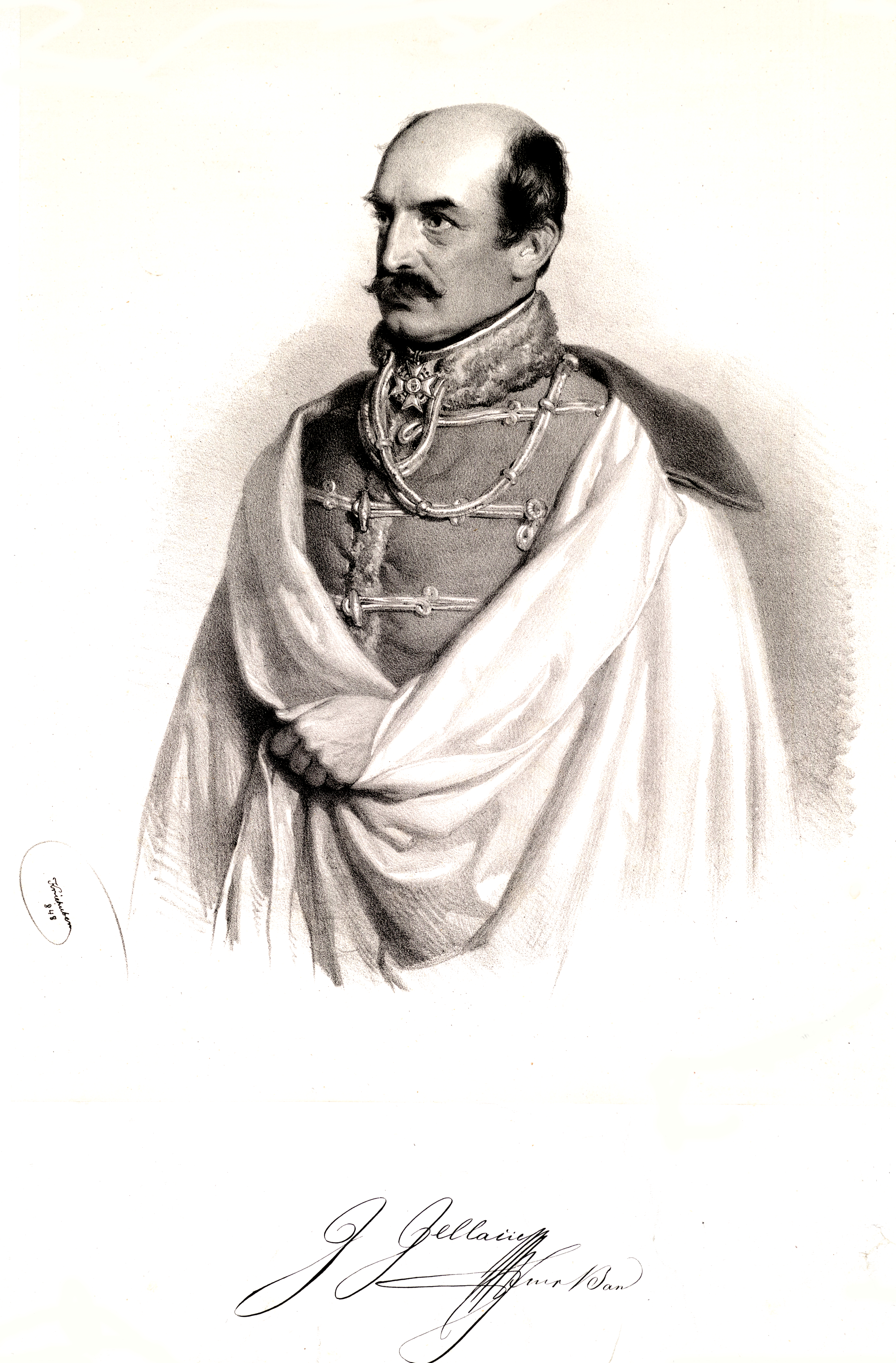
Der Ban von Kroatien, Joseph Jelačić von Bužim

„Wir hatten Gelegenheit, den Courier selbst zu sprechen, welcher uns erklärte, daß die ungarische Armee in ihrem Vortreffen 35,000 Mann, im Nachtreffen 15,000 zähle, worunter nur 8000 irreguläre Truppen. Heute Abend noch sollen nach seiner Versicherung die Ungarn in Fischament eintreffen, und morgen in der Früh würden sie bei Schwechat und Simmering stehen, wo dann eine Schlacht stattfinden dürfte.“

## Lage am 30. Oktober in Wien
Während Fürst Windischgrätz mit den Wiener Abgesandten nähere Bestimmungen der Unterwerfung besprach, rückten die Ungarn auf die Linie Mannswörth – Schwechat und Neu-Kettenhof heran. Gegen 2 Uhr nachmittags wurde den aufständischen Wienern vom Stephansdom aus die Ankunft der Ungarn signalisiert; neuer Mut erfüllte den bereits aufgegebenen Widerstand. Der Kommandant der Aufständischen Wenzel Messenhauser befahl sofort einen neuen Ausfall am Roten Turmtor, der durch die Batterien auf der Bastei unterstützt wurde. Die am Morgen aufgesteckten weißen Fahnen der Waffenruhe wurden heruntergenommen und der Kampf entbrannte aufs Neue. Die Wiener drängten zügig vor, wurden dann aber in der Jägerzeile von den Kaiserlichen unter FML Hartlieb und Baron Csorich zurückgeworfen, eiligst wurde dort eine neue Barrikade errichtet. In Inzersdorf war das Kommando des kaiserlichen II. Korps unter Graf Auersperg und in Breitensee das III. Korps unter Graf Serbelloni stationiert. General Bem an der Spitze von 2000 Mann aufständischer Wiener Nationalgarde stehend, versuchte den Durchbruch in Richtung Schwechat, vertrieb die in der Vorstadt Wieden eingedrungenen Kroaten und drängte diese zur Matzleinsdorfer Strasse zurück. Fürst Windischgrätz verfügte zusammen mit den Kroaten am südlichen Ufer der Donau über etwa 58.000 Mann (59,5 Bataillone, 67 Schwadronen und 219 Geschütze). Er warf den Ungarn einen Großteil davon, die drei Infanterie-Divisionen unter Kempen, Ottinger und Kriegern, sowie die Kavallerie-Division des Prinzen von Liechtenstein entgegen.

## Die Schlacht

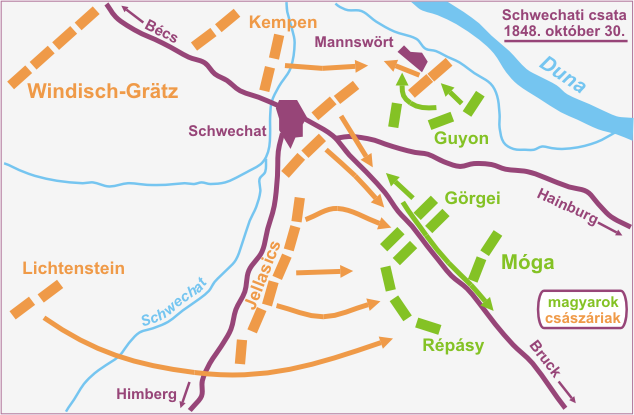
Skizze der Schlacht

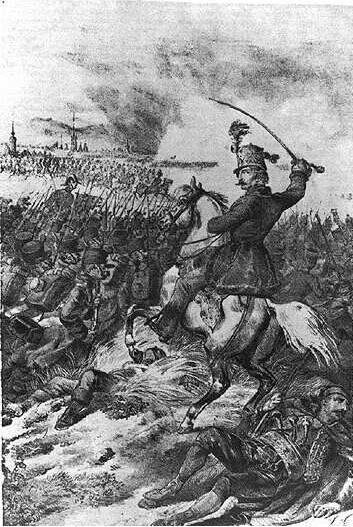
Der kroatische Ban Jelačić befehligt kroatische Infanterie in der Schlacht

Die Vorposten der Kaiserlichen zogen sich beim Vorrücken der ungarischen Hauptmacht hinter Schwadorf und Fischamend zurück. Die ankommende Avantgarde der ungarischen Division Milpökh, die Brigade unter Artúr Görgei war am frühen Morgen des 30. Oktober im Vorrücken auf Schwechat und versuchte sofort zwischen der kroatischen und kaiserlichen Stellung einzubrechen. Der Stoß gegen den rechten Flügel der Division Kriegern und den linken Flügel der Division Ottinger scheiterte und wurde allein durch die kaiserlichen Batterien gestoppt. Fürst Windischgrätz hatte die Masse seiner nicht gegen die Wiener eingesetzten Truppen, rechtzeitig zwischen Mannswörth – Schwechat eine feste Stellung am südlichen Ufer der Donau einnehmen lassen. Die Infanterie unter dem Banus Jelacic hielt südlich davon die anschließenden Stellungen über Kaiser-Ebersdorf – Rannersdorf bis Oberlaa am linken Ufer der Schwechat. Der ungarische rechte Flügel unter General Richard Guyon besetzte derweil gegenüber den kaiserlichen Stellungen vor Mannswörth eine Hügelkette, während die ungarische Reiterei auf beiden Flügeln aufgeteilt wurde. Die Ungarn hatten das zum Kampf zumeist ungeübte Fußvolk, die Nationalgarden und die auch nur mit Sensen bewaffneten Landsturm in der Mitte, die Artillerie aber zur Sicherung der Flanken konzentriert. Am linken Flügel der Ungarn hatte die zögerlich vorgehende Brigade Repasy den Ort Rauchenwarth besetzt und ließ von dort bis Zwölfaxing drei Batterien Zwölfpfünder in Stellung gehen. Jelačić hatte die ihm zugewiesene Reiterbrigade des Prinzen Liechtenstein das Übersetzen der Schwechat bei Maria Lanzendorf befohlen um die ungarische Stellung über Himberg im Süden zu umfassen, die Operation scheiterte aber am zu laschen Vorgehen des befehlshabenden Prinzen und wirkte sich nicht mehr am Verlauf der Schlacht aus.
Im Zentrum der Kaiserlichen befehligte der Stabschef des Fürsten Windischgrätz, Generalmajor Karl von Zeisberg gegen 14.00 Uhr persönlich einen starken Gegenangriff. Unterstützt durch eine zwölfpfündige und einer sechspfündigen Batterie gingen 2 Bataillone des Infanterie-Regimentes Khevenhüller Nr. 35 und 3 Schwadronen des Kürassier-Regimentes Wallmoden Nr. 6. vor. Zeisberg postierte seine beiden Batterien auf der beherrschenden Höhe rechts von Schwechat und ließ auf 800 Schritte Distanz ein wirksames Feuer eröffnen, welches die ungarischen Geschütze im Zentrum niederkämpfte und die Stellung der Brigade Laczar im ersten Anlauf durchbrach. Ohne Zeitverlust führte Zeisberg das genannte Kürassier-Regiment nach. Die in der Mitte zurückgeworfenen Ungarn konnten sich unter Deckung durch die Artillerie der beiden noch intakten Flügel den Rückzug sichern. Die schwach angesetzte Verfolgung der kaiserlichen Truppen wurde mit der eingetretenen Dunkelheit eingestellt.

## Folgen

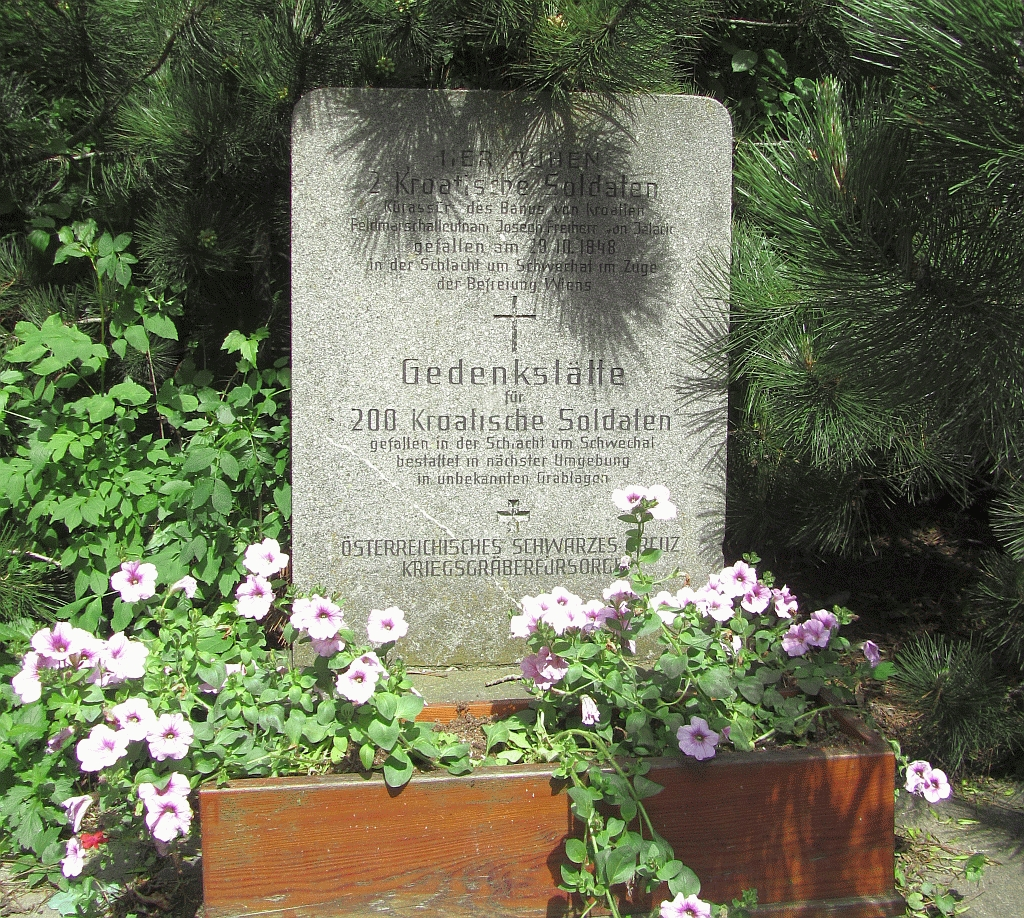
Gedenkstätte für 200 in der Schlacht gefallene kroatische Soldaten, Schwechat.

Die ungarische Armee blieb nach dem Rückzug trotz Verlust von etwa 500 Mann und von 4 Geschützen nach der erneuten Sammlung kampfkräftig. Die kaiserlichen Truppen verloren bei Schwechat etwa 70 Mann. Nachdem die Ungarn  geschlagen worden waren, eroberten die kaiserlichen Truppen derweil am 31. Oktober im Kampf mit den Aufständischen in Wien auch die Innere Stadt zurück. Allein die Division Csorich verlor dabei 56 Offiziere, 1198 Mann und 70 Reiter. Der ungarische Oberbefehlshaber Moga wurde auf Druck des im Hauptquartiers befindlichen Präsidenten Kossuth abgesetzt und durch den bald zum General beförderten Görgey ersetzt.
Der Anführer der Aufständischen Wenzel Messenhauser, die Journalisten Alfred Julius Becher und Hermann Jellinek sowie der dem linken Flügel der Liberalen (Demokraten) zugeordnete Abgeordnete der Frankfurter Nationalversammlung Robert Blum wurden in den folgenden Tagen hingerichtet.
Anfang Dezember war die Macht des Hauses Habsburg im Westen der Monarchie militärisch soweit gesichert, dass der junge Kaiser Franz Joseph die ungestörte Nachfolge des abgedankten Kaisers Ferdinand antreten konnte.
Am 16. Dezember 1848 begann auf Befehl des neuen Kaisers die Gegenoffensive der kaiserlichen Hauptarmee des Fürsten Windischgrätz in Richtung auf Raab. Der Banus Jelacic warf an diesem Tag den Gegner bei Parndorf und verfolgte die Ungarn bis nach Altenburg, wurde dann aber am 18. Dezember im Gefecht von Wieselburg durch einen Gegenstoß Görgeys zurückgeworfen.